# Giōrgos Savva
Giōrgos Savva (in greco: Γιώργος Σάββα; 24 dicembre 1964) è un ex calciatore cipriota, di ruolo attaccante.

## Carriera
Ha giocato la sua unica partita per la Nazionale cipriota nel 1987.